# 高知聯體育會
高知聯（日语：高知ユナイテッドSC）是一家位於日本高知縣首府高知市的足球俱樂部，從2020賽季開始晉級日本足球聯賽。隊名中的“ユナイテッド”意為“聯”，即“團結”。它是旨在加入J聯賽的俱樂部之一，也是一家加盟日職聯百年計劃的足球俱樂部。

## 歷史
2016年2月1日，為了在高知縣誕生首支加入日本職業足球聯賽的俱樂部，原同屬四國足球聯賽的艾高索高知（アイゴッソ高知）與「高知U特拉斯FC」（高知UトラスターFC）兩支球隊正式統合成立。隊徽以土佐鬥犬的「化妝廻し」（相撲選手所佩戴的裝飾性腰帶）為設計概念，中心描繪鰹魚，並結合艾高索高知的深紅色與高知U特拉斯FC的綠色。
此外，頂級球隊的運營由原艾高索高知的運營公司「株式会社艾高索高知」更名為「株式会社高知聯合運動俱樂部」後繼續負責，而原高知U特拉斯FC的運營法人「一般社團法人高知運動俱樂部」則負責培育事業。因此，四國聯賽的參賽資格在文件上承襲了艾高索高知的名義。然而部分高知U特拉斯FC球員表示希望以業餘身份繼續在四國聯賽中比賽，而非加入以J聯盟為目標的高知聯合，一般社團法人高知運動俱樂部與高知大學於2016年3月1日成立「KUFC南国」，並承接高知U特拉斯FC的參賽資格，繼續參加四國聯賽。

## 榮譽
| 榮譽              | 次數 | 年份                                                       |
| ----------------- | ---- | ---------------------------------------------------------- |
| 高知縣足球錦標賽  | 10   | 2016, 2017, 2018, 2019, 2020, 2021, 2022, 2023, 2024, 2025 |
| 四國足球聯賽      | 3    | 2017, 2018, 2019                                           |
| J3/JFL 附加賽冠軍 | 1    | 2024                                                       |

## 外部連結
- 官方网站
- 高知聯體育會的X（前Twitter）
- 高知聯體育會的Facebook專頁
- 高知聯體育會的Instagram帳戶
- YouTube上的高知ユナイテッドSCチャンネル頻道